# Can Cerdó
Can Cerdó és una possessió de Santa Maria del Camí (Mallorca), situada al costat de la carretera d'Inca, entre Son Llaüt i Son Penjoi. La seva producció principal és el vinyet i l'ametlerar.
El seu origen és un establiment, el 1626, de la Cavalleria de Santa Maria (l'antiga alqueria de Maüia). Aquest establiment fou de 30 quarterades que limitaven amb els camins d'Inca i de Muro. El primer propietari fou Andreu Canyelles i els terrenys es conegueren com a Son Andreu.